# 大学字典
《大学字典》是以《中文大辞典》为基础，取其精华，另立规模的一本字典。由林尹主编，中国文化大学出版部印行。聘请了21位中华民国国家文学博士担任编纂、分析、搜集较实用之单字9963字，附收繁简、古今异体、沿误疑似等1008字，另有部首检字表、笔画索引，全书共300多万字。